# Andrej Gorbanec
Andrej Igorevič Gorbanec (in russo Андрей Игоревич Горбанец?; 24 agosto 1985) è un ex calciatore russo, di ruolo centrocampista.

## Palmarès

### Club

#### Competizioni nazionali
- Campionato russo: 1

Rubin: 2009
- Supercoppa di Russia: 1

Rubin: 2010

#### Competizioni internazionali
- Coppa dei Campioni della CSI: 1

Rubin: 2010